# 洞口孝治
洞口 孝治（ほらぐち こうじ、1953年（昭和28年）11月3日 - 1999年（平成11年）6月25日）は、日本の元ラグビー選手。日本選手権で史上初の七連覇を達成した新日鉄釜石の主力選手として活躍した。

## プロフィール
- 岩手県出身。
- ポジションはプロップ(PR)。
- 日本代表キャップは24。

## 経歴
岩手県立釜石工業高等学校（現・岩手県立釜石商工高等学校）を卒業後に、新日鉄釜石に入社する。ラグビーチームでは、強靭な体格でスクラムの第一列を支え、1979年から1985年までの七連覇した日本選手権に全て出場を果たした。松尾雄治主将の下で副将を務め、松尾の選手兼任監督就任後は主将となる。
日本代表としては、1979年の対イングランド戦で、主要試合出場者に与えられるキャップをはじめて獲得し、通算24キャップであった。第1回ワールドカップ日本代表にも選ばれた。
引退後はトーヨコラグビー部選手兼指導者に転じるが、日本IBM監督在任中の1999年（平成11年）仕事中に外出先で倒れ、東京都渋谷区の病院に搬入され死去。45歳。